# Гобрий

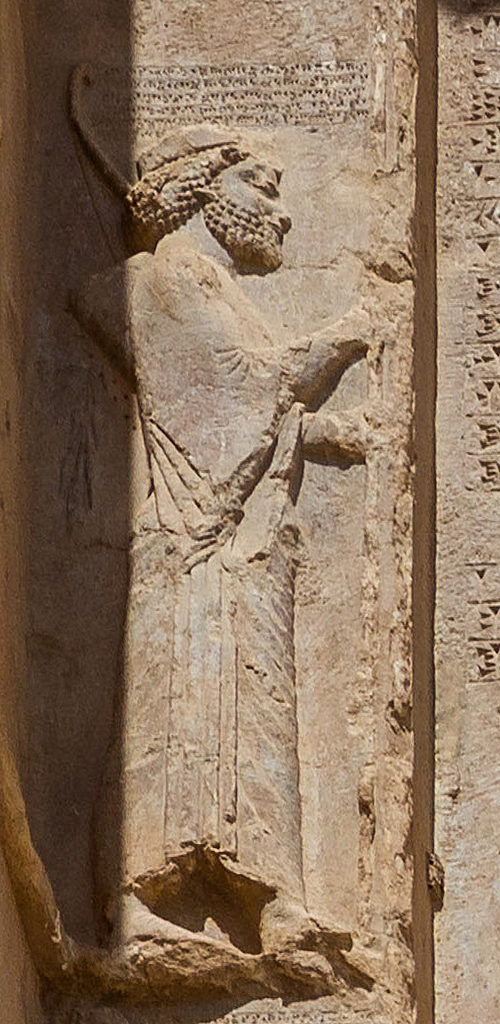
Изображение Гобрия из гробницы Дария

Гобрий (др.-перс. 𐎥𐎢𐎲𐎽𐎢𐎺, Гаубарува, др.-греч. Γωβρυας) — знатный перс родом из Патишувариша, отец Мардония.

## Биография
В сентябре 522 года до н. э. вместе с шестью знатными персами участвовал в заговоре и убийстве мага-царя Гауматы. В 520 году до н. э. возглавлял войско, подавившее восстание населения Элама под предводительством Атамайты против персидских властей. Около 514 года до н. э. сопровождал царя Дария I в Северное Причерноморье в его походе против скифов. При Дарии был назначен начальником царских копьеносцев.
Род Гобрия, как и роды других участников убийства Гауматы, пользовался до конца существования государства Ахеменидов большим почётом и привилегиями.
Исследователь Орлов В. П. считает, что Гобрий, военачальник персидского царя Артаксеркса II, мог быть родственником Гобрия (Орлов В. П. Персидская аристократия в Ахеменидской империи. Диссертация на соискание учёной степени кандидата исторических наук. — Каз., 2019. С. 313, 314—315).